# Lugo-di-Nazza
Lugo-di-Nazza (korziško U Lugu di Nazza) je naselje in občina v francoskem departmaju Haute-Corse regije - otoka Korzika. Leta 1999 je naselje imelo 103 prebivalce.

## Geografija
Kraj leži v vzhodnem delu otoka Korzike znotraj naravnega regijskega parka Korzike, 100 km južno od središča Bastie.

## Uprava
Občina Lugo-di-Nazza skupaj s sosednjimi občinami Ghisoni, Ghisonaccia in Poggio-di-Nazza sestavlja kanton Ghisoni s sedežem v Ghisoniju. Kanton je sestavni del okrožja Corte.
1. ↑  »Populations légales 2016«. Nacionalni inštitut za statistične in gospodarske raziskave. Pridobljeno 25. aprila 2019.